# Andra Clemensbrevet
Andra Clemensbrevet är en tidig kristen skrift som ingår i De apostoliska fädernas skrifter. Författare är sannolikt den romerske biskopen (påven) Clemens I. Brevet var vid en tidpunkt möjligtvis betraktat som kanoniskt av den koptisk-ortodoxa kyrkan och den östortodoxa kyrkan.